# Deveta križarska vojna
Križarski pohod lorda Edvarda, včasih imenovan deveta križarska vojna, je bila vojaška ekspedicija v Sveto deželo pod vodstvom princa Edvarda Dolgonogega, kasneje angleškega kralja Edvarda I., v letih 1271–1272. V praksi je bil pohod nadaljevanje osme križarske vojne in zadnja križarska vojna v Sveti deželi, preden je padec Akre leta 1291 končal stalno prisotnost križarjev v Levantu. 
V deveti križarski vojni se je Edvard spopadal z egiptovskim mameluškim sultanom Bajbarsom z omejenimi uspehi obeh nasprotnikov. Križarji so bili na koncu prisiljeni na umik, tudi zaradi Edvardovih težav v Angliji. Vojna je napovedovala tudi skorajšnji propad še zadnjih preostalih križarskih trdnjav vzdolž sredozemske obale. 

## Od Dovra do Akre
Po zmagi mamelukov nad Mongoli  v bitki pri Ajn Džalutu leta 1260, ki sta jo dosegla Kutuz in njegov general Bajbars, je bil sultan Egipta Kutuz umorjen in Bajbars je prevzel oblast v sultanatu. Kot sultan se je Bajbars spopadel s krščanskimi križarji pri Arsufu, Atlitu, Haifi, Safadu, Jafi, Askalonu in Cezareji. Ko so križarska mesta in utrdbe padala eno za drugim, so kristjani iskali pomoč v Evropi, vendar je pomoč prihajala počasi. 
Leta 1268 je Bajbars zavzel Antiohijo in s tem uničil še zadnje ostanke Antiohijske kneževine, zavaroval severno fronto mameluškega sultanata in ogrozil majhno križarsko grofijo Tripoli. Z odobritvijo kralja Henrika III. in papeža Klemna IV. je Edvard 24. junija 1268 "prevzel križ". Ludvik IX. Francoski je organiziral veliko križarsko vojsko, da bi napadel Egipt, vendar jo je namesto tega preusmeril v Tunis. Ludvik je tam leta 1270 umrl. Edvardu je za križarsko vojno posodil 70.000 turskih liver.
Edvard in njegov brat Edmund sta se sprva nameravala pridružiti Ludviku v Tunisu. Poleti 1270 je bila njuna odprava večkrat prestavljena, ker se njun oče, angleški kralj Henrik III., ni mogel odločiti, ali naj se ji pridruži ali ne. Po nasvetu svojih svetovalcev se je odločil, da ostane v Angliji, križarji pa so se 20. avgusta vkrcali v Dovru. Križarje je ves čas spremljala Edvardova žena Eleonora Kastiljska, kar je bilo za tisti čas zelo nenavadno. Križarji naj bi izpluli iz Portsmoutha ali Dovra avgusta ali septembra. Bolj verjetno so izpluli mesec prej iz Dovra.
Edvard je počasi potoval skozi Francijo in konec septembra, mesec dni pozneje, kot je bilo načrtovano, prispel v Aigues-Mortes, pristanišče, iz katerega je odplul Ludvik. Od tam je odplul na Sardinijo in tam čakal mesec dni, preden je odplul v Tunis. Tja je prispel 10. novembra, prepozno za kakšne boje. Resnici na ljubo je bil že 30. oktobra podpisan Tuniški sporazum, ki je končal križarsko vojno. Čeprav Edvard ni imel nobene vloge pri pogajanjih, je sporazum zavezoval podpisnike – Filipa III. Francoskega, Karla I. Sicilskega in Teobalda II. Navarskega – da preprečijo Edvardu napad na Tunis. Edvard ni imel pravice niti do dela odkupnine, plačane križarjem za njihov odhod.
18. novembra 1270 je Karel I. Sicilski podelil Edvardu listino, ki mu je omogočila ostati na Siciliji, medtem ko bi razmišljal o svojih naslednjih korakih. Križarji so se odločili vrniti domov, Edvard pa se je odločil nadaljevati pot v Sveto deželo, da bi pomagal antiohijskemu knezu in tripolijskemu grofu Bohemondu VI. odvrniti mameluško grožnjo Jeruzalemskemu kraljestvu. 9. maja 1271 je Edvard končno priplul v Akro s floto osmih jadrnic in tridesetih galej. S seboj je pripeljal majhen, a ne zanemarljiv kontingent vojakov, ki ni štel več kot 1000 mož, vključno z 225 vitezi.
Edmund je medtem med 25. februarjem in 4. marcem 1271 zapustil Anglijo. Njegova pot je večinoma neznana, ve pa se, da je potoval skozi Francijo, saj savojski dokumenti omenjajo, da je  v Saint-Georges-d'Espéranche obiskal svojega prastrica, grofa Filipa I. Savojskega. Iz Francije je izplul verjetno iz  Aigues-Mortesa. 

## Operacije v Sveti deželi
Edvard je prispel v Akro, ko so jo še oblegali Mameluki. Njegov prihod je Bajbarsa prisilil, da je spremenil svoje načrte in se obrnil od mesta. Edvard je po prihodu odkril cvetočo trgovino Benečanov z Mameluki, ki so jim dobavljali les in kovine za izdelavo orožja. Poleg tega so Benečani skupaj z Genovežani nadzirali  trgovino s sužnji, v kateri so prevažali turške in tatarske sužnje iz črnomorskih pristanišč v Egipt. Edvard takšnih poslov ni mogel preprečiti, saj so imeli trgovci dovoljenja Visokega sodišča v Akri.

### Križarski pohodi
Križarske sile pod Edvardovim poveljstvom so bile veliko premajhne, da bi se v neposredni bitki spopadle z Mameluki, saj jim niso mogle preprečiti niti zavzetja bližnjega gradu Montfort v posesti tevtonskih vitezov. Zadovoljiti so se morali z vrsto manjših napadov in v enem od njih celo dosegli Nazaret. Angleški kronist Walter iz Guisborougha iz 14. stoletja omenja, da je bil Nazaret zavzet, kar pa ni omenjeno v virih iz samih križarskih držav. Na drugem pohodu so z malo uspeha  napadli St. Georges-de-Lebeyne. Požgali so nekaj hiš in polj in zaradi velike vročine izgubili nekaj mož.
Kasneje je Edvarda opogumil prihod dodatnih sil iz Anglije in Huga III. Ciprskega pod poveljstvom Edvardovega mlajšega brata Edmunda. S podporo templjarjev, hospitalcev in tevtonskih vitezov je sprožil večji napad na mesto Kakun. Križarji so presenetili veliko vojsko Turkomanov, večinoma nomadskih pastirjev, pri čemer so jih menda 1500 ubili in za plen vzeli 5000 živali. Ti Turkomani so bili verjetno relativno novi člani Bajbarsove vojske. Vanjo so bili vključeni leta 1268 po turkomanskih selitvah pod pritiskom Mongolov. V zameno za vojaško službo so prejeli konje, položaje in zemljišča. Muslimanski viri navajajo, da je bil med tem napadom ubit en emir, eden pa ranjen. Poleg tega je bil muslimanski poveljnik gradu prisiljen opustiti poveljstvo, vendar Edvardu ni uspelo zavzeti gradu. Edvard se je umaknil, preden bi na bojišče lahko prišel Bajbars, ki se je takrat z glavnino svoje vojske branil pred Mongoli.
Decembra 1271 je Edvard s svojo vojsko odbil Bajbarsov napad na Akro.

### Mongolski pohod
Takoj ko je Edvard prispel v Akro, je poskušal skleniti frankovsko-mongolsko zavezništvo in poslal delegacijo k Abaka kanu, mongolskemu vladarju Perzije in sovražniku muslimanov. Delegacijo so vodili Reginald Rossel, Godefroi iz Wausa in Ivan iz Parkerja. Njihova naloga je bila pridobiti vojaško podporo Mongolov v vojni z Mameluki. V odgovoru z dne 4. septembra 1271 se je Abaka strinjal s sodelovanjem in vprašal, kdaj naj bi se zgodil usklajen napad na Mameluke.
Mongolska vojska je v Sirijo prispela konec oktobra 1271. Ker je bil Abaka zaposlen s konflikti v Turkestanu, je lahko poslal le 10.000 konjenikov pod poveljstvom generala Samagarja, sestavljenih iz okupacijske vojske v seldžuški Anatoliji in pomožnih seldžuških čet. Prihod Mongolov je kljub relativno majhnemu številu vojakov sprožil eksodus muslimanskega prebivalstva, ki se je spominjalo prejšnjih mongolskih pohodov.  Mongoli so premagali mameluške turkomanske čete, ki so varovale Alep, se obrnili proti jugu in opustošili dežele vse do Apamee. Ko je mameluški sultan Bajbars 12. novembra sprožil protiofenzivo iz Egipta, so se Mongoli s plenom že umaknili preko Evfrata.

### Pomorska odprava na Ciper
Bajbars je medtem posumil, da bo prišlo do kombiniranega kopensko-pomorskega napada na Egipt. Ker se je počutil ogroženega, si je prizadeval takšen manever preprečiti z izgradnjo ladjevja. Ko se je gradnja ladij končala, se je Bajbars leta 1271 namesto neposrednega napada na križarsko vojsko poskušal izkrcati na Cipru, v upanju, da bo Huga III. Ciprskega, uradno kralja Jeruzalema, in njegovo floto odvnil od Akre. Osvojitev otoka bi pomenila osamitev Edvarda in križarske vojske v Sveti deželi. Bajbars je 17 vojnih galej preoblekel v krščanske ladje in napadel Limassol. V naslednji pomorski kampanji je bila njegova flota ob obali Limassola uničena in Bajbars je bil prisiljen na umik.

### Konec križarske vojne
Po tej zmagi je Edvard spoznal, da bi bilo za ustvarjanje sile, sposobne ponovno zavzeti Jeruzalem, treba končati notranje spore v levantski krščanski državi. Posredoval je v sporih med Hugom in ravnodušnimi vitezi iz ciprske družine Ibelin. Vzporedno s tem sta se Edvard in Hugo začela pogajati z Bajbarsom o premirju. Maja 1272 je bil v Cezareji dosežen 10-letni, 10-mesečni in 10-dnevni mirovni sporazum. Edmund je skoraj takoj zatem odšel v Anglijo, Edvard pa je ostal, da bi videl, ali bo sporazum obstal. Naslednji mesec je bil na Edvarda izveden poskus atentata, katerega ozadje ni znano. Po nekaterih različicah sta morilca poslala emir Ramlaha ali Bajbars. Nekatere legende pravijo tudi, da je morilca poslal vodja Asasinov, "Starec z gora". Edvard je morilca ubil, a je zaradi zastrupljenega bodala dobil gnojno rano, kar je  še dodatno odložilo njegov odhod.  Septembra 1272 je končno zapustil Akro in odplul na Sicilijo. Med okrevanjem na otoku je najprej prejel novico o smrti sina Ivana, nekaj mesecev kasneje pa še o smrti očeta, Henrika III. Angleškega. Leta 1273 se je Edvard prek Italije, Gaskonje in Pariza podal na pot domov  in prišel v Anglijo sredi leta 1274. 19. avgusta 1274 je bil okronan za angleškega kralja. 

## Posledice
Edvarda je spremljal Teobald Visconti, ki je leta 1271 postal papež Gregor X. Gregor je na Lyonskem koncilu leta 1274 pozval k novi križarski vojni, vendar iz tega ni bilo nič. Medtem so se znotraj krščanskih držav v Levantu pojavile nove razpoke, ko je Karel Anžujski izkoristil spor med Hugom III. Ciprskim, templjarji in Benečani, da bi preostalo krščansko državo vzel pod svoj nadzor. Potem ko je od Marije Antiohijske odkupil Jeruzalemsko kraljestvo, je napadel Huga III., kar je povzročilo državljansko vojno znotraj preostalega Jeruzalemskega kraljestva. Leta 1277 je Rogerij San Severski za Karla Anžujskega zavzel Akro. 
Čeprav je bila vojna med krščanskimi vladarji izčrpavajoča, je kljub temu  ponujala možnost enotnega vodenja križarske vojne pod Karlom Anžujskim. To upanje se je razblinilo, ko so Benetke predlagale, da se križarska vojna ne bi razglasila proti Mamelukom, temveč proti Konstantinoplu, kjer je Mihael VIII. Paleolog  na delu propadlega Latinskega cesarstva pred kratkim obnovil  Bizantinsko cesarstvo in pregnal Benečane. Papež Gregor X. takšne vojne ne bi podprl, papež Martin IV. pa je leta 1281 vanjo privolil. Posledični fiasko je privedel do sicilskih večernic, upora 31. marca 1282, katerega cilj je bil izgon Anžujcev s Sicilije. Karel I. je bil prisiljen vrniti se domov. Vojna je bila zadnja križarska odprava proti Bizantinskemu cesarstvu v Evropi in  muslimanom v Sveti deželi. 
V naslednjih devetih letih so se zahteve Mamelukov, vključno s davki, povečale, romarje pa so preganjali še bolj kot prej, kar je bilo v nasprotju z določbami premirja. Leta 1289 je sultan Kalavun zbral veliko vojsko in zavzel ostanke grofije Tripoli. Na koncu je oblegal tudi Tripoli in ga v krvavem napadu zavzel. Napad na Tripoli je bil za Mameluke še posebej uničujoč, saj je krščanski odpor dosegel fanatične razsežnosti. Kalavun je v kampanji izgubil svojega najstarejšega in najsposobnejšega sina in moč sultanata povrnil šele čez dve leti. 
Leta 1275 je Abaka kan poslal Edvardu glasnika s pismom. Edvarda je prosil, naj organizira novo križarsko vojno, češ da mu lahko tokrat nudi več pomoči. Edvard se je istega leta Abaki zahvalil za pomoč v deveti križarski vojni in hkrati omenil svojo naklonjenost krščanstvu. Dejal je, da ne ve, kdaj bo nova križarska vojna, vendar se želi vrniti v Sveto deželo. Abaki je obljubil, da mu bo sporočil, če in ko bo papež razglasil novo križarsko vojno. Pismo je bilo skoraj zagotovo formalnost, saj se Edvard ni pripravljal na novo križarsko vojno. Leta 1276 je bil k Edvardu poslan še en odposlanec z enakim Abakovim sporočilom in opravičilom, ker leta 1271 ni dovolj učinkovito posredoval.
Leta 1291 je bila napadena skupina romarjev iz Akre. Med povračilnimi ukrepi je bilo ubitih devetnajst muslimanskih trgovcev iz sirske karavane. Kalavun je zahteval izjemno visoko odškodnino. Ker ni dobil odgovora, je molk izkoristil kot izgovor za obleganje Akre in dokončanje zadnje neodvisne križarske države v Sveti deželi. Kalavun je med obleganjem umrl. Na položaju kairskega sultana ga je nasledil Halil, edini preživeli moški član njegove družine. Z zavzetjem Akre so križarske države, razen Cipra, prenehale obstajati. Središče moči križarjev se je preselilo proti severu v Tortoso in sčasoma na Ciper. Leta 1299 je mongolska vojska pod vodstvom Gazan kana izvedla vrsto uspešnih napadov na Mameluke na območju od severovzhodno od Homsa vse do Gaze na jugu. Iz Sirije se je vojska dokončno umaknil leta 1300. Mongoli in Armensko kraljestvo Kilikija so začeli pohod za ponovno osvojitev Sirije, a so jih Mameluki kmalu premagali v bitki pri Šahabu leta 1303. Zadnje preostalo krščansko oporišče v Sveti deželi, otok Ruad, je bilo izgubljeno pred letom 1303. Obdobje križarskih vojn za Sveto deželo se je končalo, 208 let po začetku prve križarske vojne.